# Kaplica grobowa w Karnicach
Kaplica grobowa w Karnicach – zabytkowa kaplica w miejscowości Karnice (powiat gryficki).

## Opis
Strzelista kaplica wybudowana z cegły na planie prostokąta w 1880 w stylu neogotyckim przez rodzinę von Elbe. W ostrołukowym portalu wejściowym wspartym na kolumnach znajduje się medalion z płaskorzeźbą głowy Chrystusa, natomiast w ścianie szczytowej nad wejściem i oknem z maswerkiem kartusz z herbem von Elbe. Obiekt zbudowany nad kwadratową kryptą. W otoczeniu kaplicy kościół św. Stanisława Kostki w Karnicach oraz nieczynny dawny cmentarz.

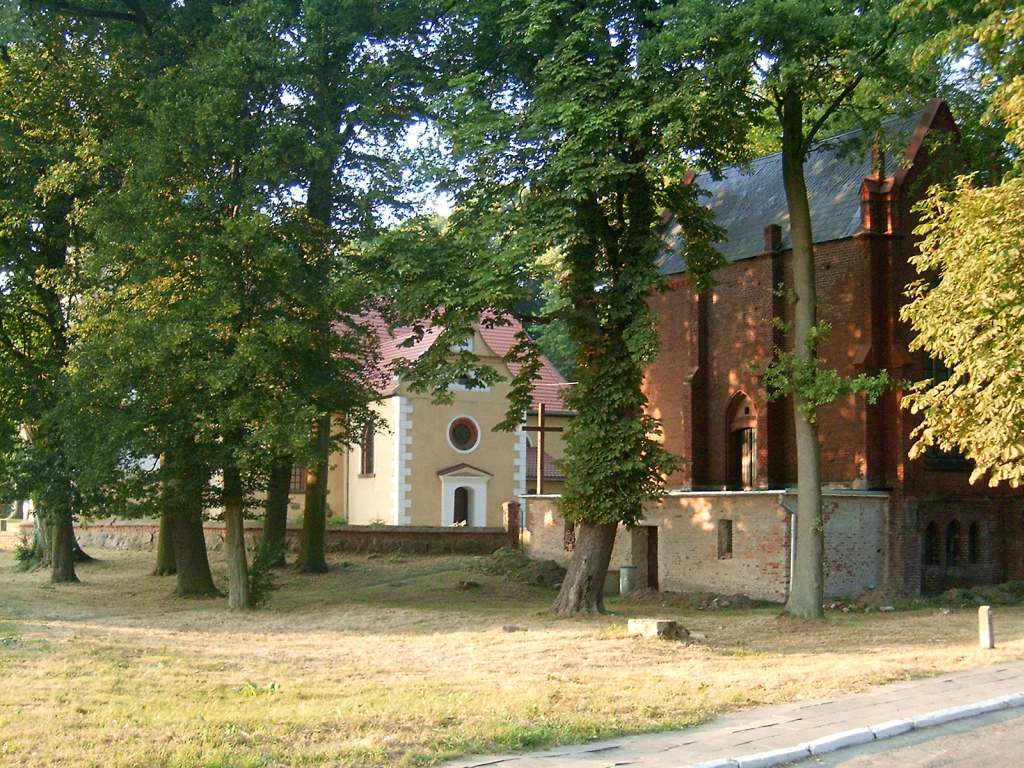
Kościół i ceglana kaplica
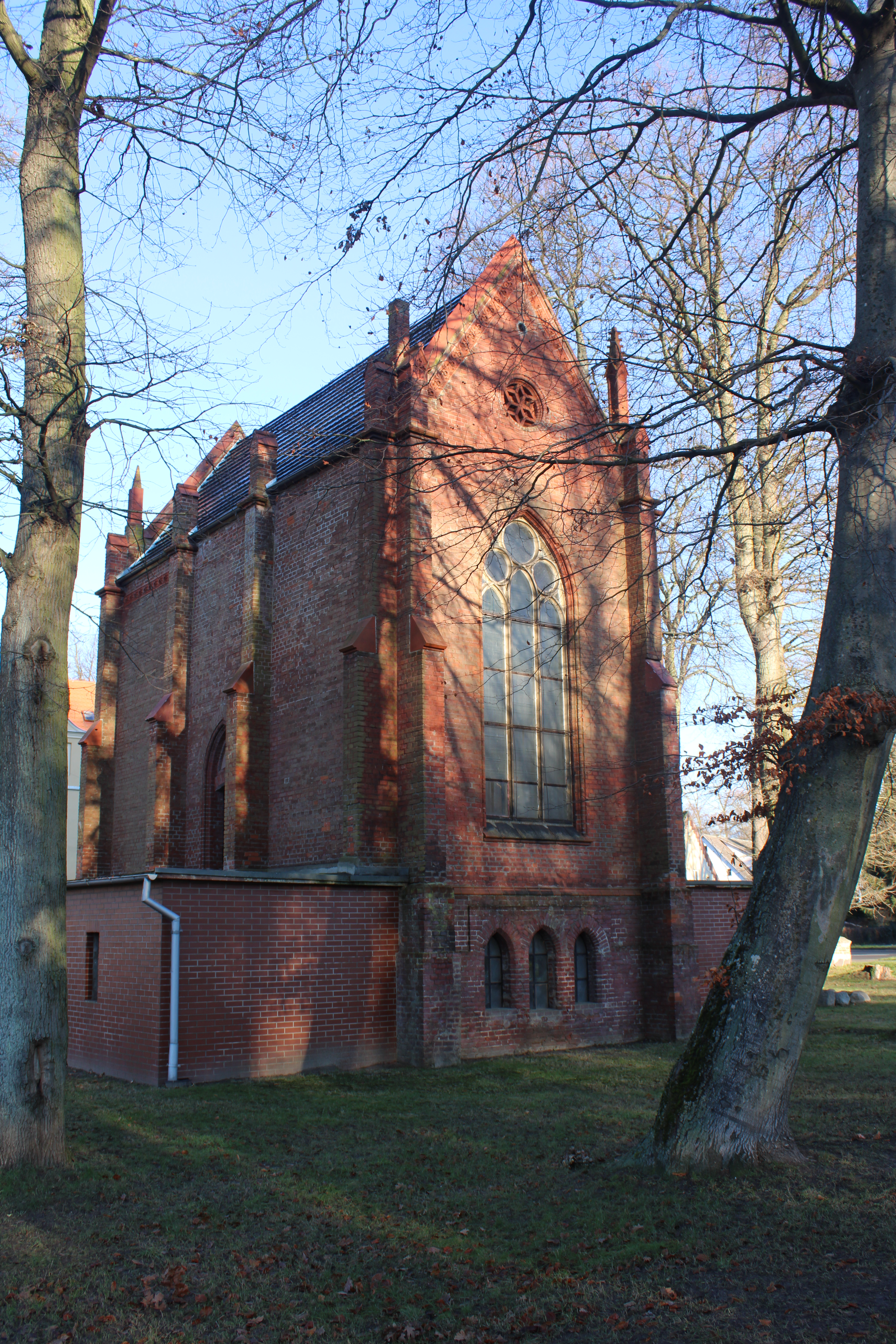
Kaplica grobowa
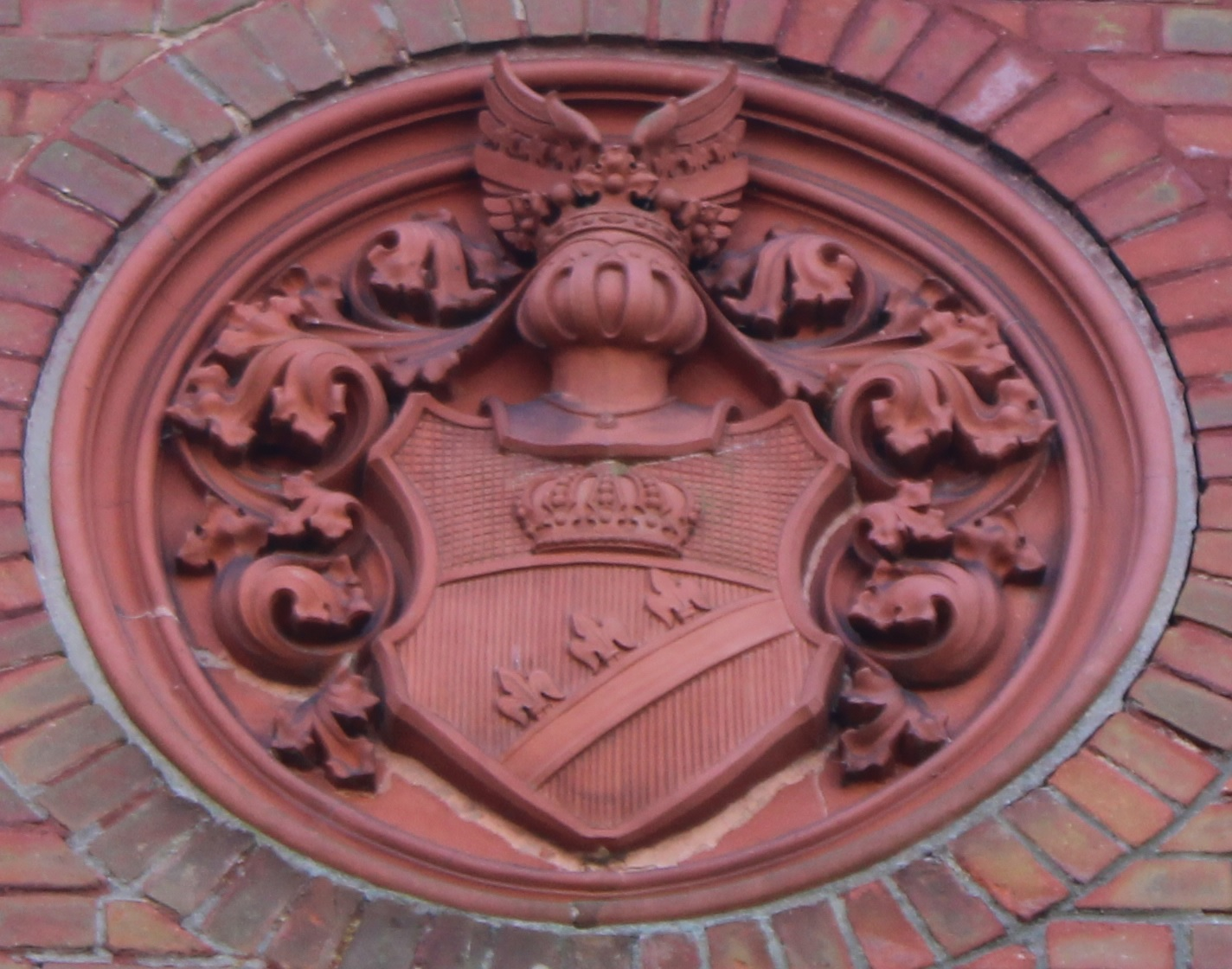
Herb von Elbe
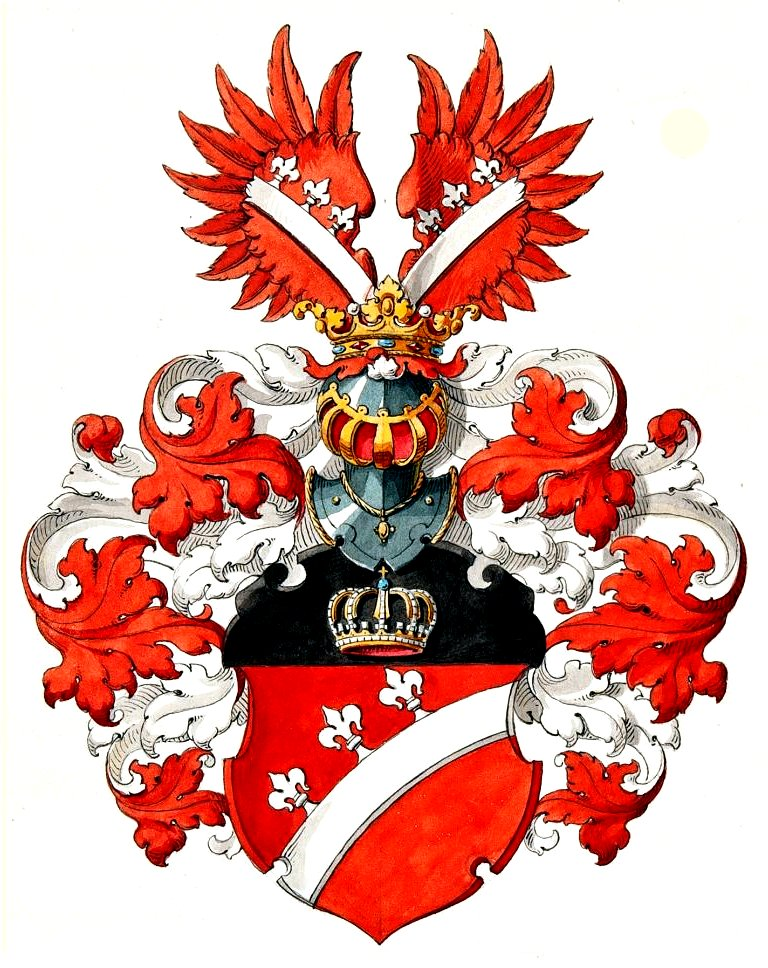
Herb von Elbe